# Cleo (groupe)
 (juillet 2023).
Si vous disposez d'ouvrages ou d'articles de référence ou si vous connaissez des sites web de qualité traitant du thème abordé ici, merci de compléter l'article en donnant les références utiles à sa vérifiabilité et en les liant à la section « Notes et références ».
CLEO (클레오/Come Listen EveryOne) est un groupe féminin coréen de K-pop qui débute en 1999, il est composé de 3 filles. Elles arrivent après les SES et les Fin.K.L, deux girl groups qui ont très bien marché.
Ce groupe est au départ composé de Kim Hana, de Chae Eun-Jung et de Park Ye Eun. Mais lors du deuxième album « Ready For Love » sorti en 2000, Park Ye-eun quitte le groupe et est remplacée par Han Hyun Jung. L'album a remporté un certain succès et a permis au groupe de s'élever. Par la suite elles sortent deux autres albums « Triple » en 2001 et « Fairy Tail » en 2003. C'est en 2004 que Chae Eun Jung décide de quitter le groupe pour se consacrer à sa carrière solo. Elle est alors remplacée par Jung Yebin. Un cinquième et dernier album « Rising Again » sort en 2004. En 2005, le groupe annonce sa dissolution.
En novembre 2011, les trois membres de départ : Kim Hana, Chae Eun-Jung et Park Ye Eun réapparaissent lors d'une nouvelle émission musicale « Come Back Show Top 10 » passant sur KBS et qui réunit les dix stars de la k-pop des années 1990. Elles annoncent alors qu'elles souhaitent revenir et espèrent retrouver leur succès d'autrefois.

## Membres
De 1999 à 2000 :
- Kim Hana (née le 16 mars 1980)
- Park Ye Eun (née le 31 mars 1981)
- Chae Eun Jung (Enjel) (née le 8 mars 1982)

De 2000 à 2004 :
- Kim Hana
- Chae Eun Jung
- Han Hyun Jung (née le 11 août 1980)

De 2004 à 2005 :
- Kim Hana
- Han Hyun Jung
- Jung Yebin (née le 9 mars 1982)

De 2011 à ? :
- Kim Hana
- Park Ye Eun
- Chae Eun Jung

## Discographie

### Singles
1. Cleo 4 – Project Single (2003)
2. Illusion (2005)